# Arboreto de la Universidad de Stanford

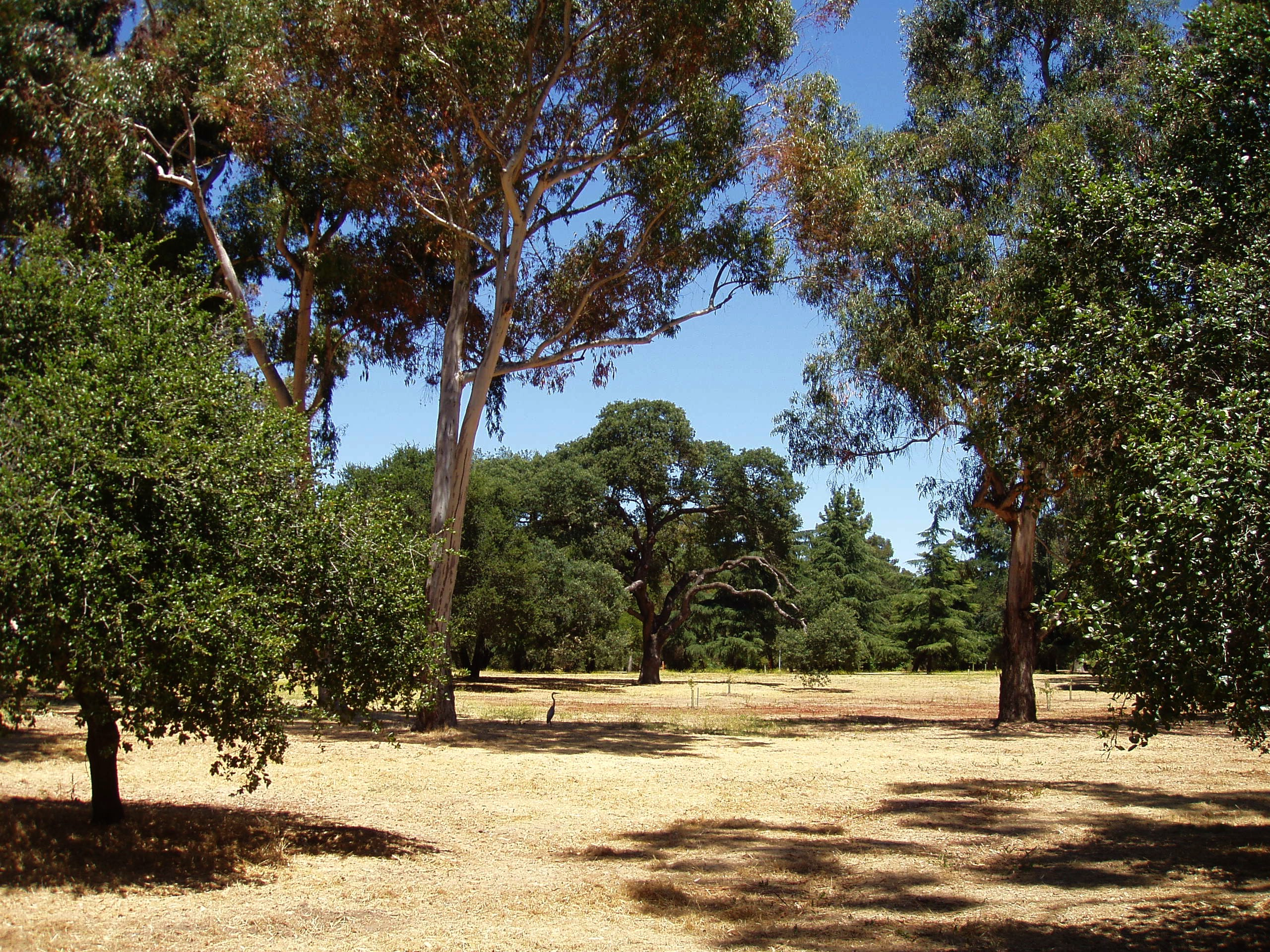
Vista parcial del Stanford University Arboretum en el mes de julio del año 2006.

El Arboreto de la Universidad de Stanford (en inglés: Stanford University Arboretum también conocido como Stanford Cactus Garden), es un arboreto ubicado en el campus de la Universidad Stanford, en Palo Alto, California, Estados Unidos.

## Localización
Stanford University Arboretum, Stanford University-Universidad Stanford, Stanford, condado de Santa Clara, California 94305 United States of America-Estados Unidos de América.37°26′9.31″N 122°10′16.03″O / 37.4359194, -122.1711194
La entrada es gratuita.

## Historia
El arboreto comenzó con la base de los encinos indígenas que crecían en la finca de Leland Stanford, que se convirtieron más adelante en el campus universitario, aumentado por una variedad de árboles que trajo de otras procedencias. En 1885 Stanford contrató al conocido diseñador de  paisajes Frederick Law Olmsted para planificar los terrenos. Un memorándum de Olmsted en 1888, y firmado por Stanford, indica que el entonces existente bosque de la universidad y el Arboreto debían ser combinados, y que "En este arboreto acrecentado es deseable favorecer que se exhiban todos los árboles y plantas maderables del mundo que se puede esperar que alcancen formas naturales maduras bajo el clima y otras condiciones locales." Según dejó dicho Jane Stanford en 1903 en sus páutas a los administradores de Stanford:

No buildings of any kind whatever should ever be erected within the grounds of the original Arboretum. It should always be retained in its present condition as a Park for drives and walks so long as the University exists. This Park was a favorite project of my husband and carried into effect twenty-eight years ago. There are many miles of drive[s] within, or connected with shaded avenues, with this beautiful park. The choicest trees are there planted from all parts of the world, and as the years roll on and this most beautiful valley of Santa Clara becomes, as I have no doubt it will, the educational center of our State and thickly settled with beautiful homes, this park will be unique and of itself memorable and monumental. It should, accordingly, always be sacredly preserved from mutilation.

"Ninguna clase de edificios se deben erigir nunca dentro de los terrenos del arboreto original. Debe ser conservado siempre en sus actuales condiciones como parque para el paseo y las caminatas en tanto y cuando exista la universidad. Este parque era uno de los proyectos preferidos de mi marido y lo llevó a cabo hace veintiocho años. Hay muchas millas de paseo[s] en su interior, conectados con alamedas sombreadas, en este hermoso parque. Se plantan procedentes de todo el mundo los árboles más selectos, y conforme pasen los años este valle se convertirá en el más hermoso de Santa Clara, como no tengo ninguna duda que sucederá, el centro educativo de nuestra finca, estará junto a hermosos hogares, este parque será único y en sí mismo memorable y monumental. Debe, por consiguiente, ser siempre sagradamente preservado de la mutilación."
Sin embargo, estos planes para una importante colección de árboles dentro de los terrenos del arboreto no materializaron. Un informe de "Olmsted Brothers" (el 8 de mayo de 1914): "El así llamado Arboreto se extiende en cualquier lado acercándonos por el camino del condado. En estos momentos el nombre de Arboreto es un nombre incorrecto pues el nombre implica que deberían de encontrarse allí una gran variedad de árboles en orden botánico. Consiste, de hecho, sobre todo en una gruesa plantación de gomeros azules y de Cipreses de Monterrey. "Posteriormente le fue dado el control de supervisión del Arboreto al departamento de botánica para utilizarlo más para los propósitos científicos. Durante el siglo XX el arboreto estado a veces más cuidado, pero raramente se le ha prestado mucha atención.

## Colecciones
En la actualidad el arboreto contiene más de 350 especies representando 150 géneros y sesenta familias. El árbol más abundante es el "coast live oak" (encino de costa Quercus agrifolia), aunque también están representados el encino de valle, el encino azul, y los "black oaks" (robles negros Quercus kelloggii).
Durante algunos años el arboreto estuvo descuidado, aunque ha sido estos últimos años cuanto mayor interés se ha tomado en su cuidado. Ha habido una cierta pérdida de diversidad de las plantaciones originales de árboles y arbustos de las décadas de 1880 y de 1890, que está bien documentada para coníferas. Aunque la colección de eucaliptos sea todavía prominente, durante el último cuarto de siglo ha habido una pérdida significativa de especies de eucaliptos, de unas 100 a 51 actualmente. Algunos de los más viejos especímenes de árboles en el arboreto son Cedrus libani, Washingtonia filifera, Platanus racemosa, Phoenix canariensis, Cedrus deodara, roble de Hampton, Morus rubra, Abies bracteata, Pinus torreyana, y Fraxinus americana.
El Arizona Cactus Garden y el Stanford Mausoleum se encuentran ubicados dentro del arboreto.